# Sterling Airlines
Pour les articles homonymes, voir Sterling.
We would fly with us
Sterling Airlines A/S (Code AITA : NB ; code OACI : SNB) était une compagnie aérienne danoise à bas coûts fondée en 1962 par Eilif Krogager (en) et Jørgen Størling (da).
Anders Helgstrand fut à la fois directeur et pilote dans la société pendant de nombreuses années.
La compagnie avait à la fin de l'année 2005, 1600 employés et possédait 29 appareils. Elle dessert plus de 40 destinations en Europe et a comme centres Copenhague, Oslo et Stockholm.
Le 29 octobre 2008, Sterling annonce sa mise en faillite à la suite de la crise financière et des difficultés rencontrées par l'Islande. En 2009, elle reprend ses activités sous la marque Cimber Sterling.

## Histoire
- En 1962, Sterling achète 2 DC-6B, et vole la première fois entre Copenhague et Las Palmas.
- En 1965, la compagnie achète les premières  Super-Caravelle, les avions charter les plus performants de l'époque.
- En 1970, Sterling accueille son millionième passager.
- Le Groupe  Tjærborg rachète Sterling en 1986 et ceci jusqu'en 1993 où la société est mise en état de faillite.
- Sterling European Airways est rétablie, reprise par la compagnie de navigation « Fred Olsen » et revendue en 2005 à la société d'investissements islandaise FL Group (en) pour la somme de 201 millions d'euros.
- 2005 est aussi l'année où la compagnie fusionne avec « Maersk Air » sous le nom de Sterling Airlines A/S.
- FL Group la rachète en 2006 et lui donne le nom de Sterling European Airlines A/S.
- En 2006 (27.12.2006), FL Group revend Sterling European Airlines A/S à la « Northern Travel Holding ».
- En 2007, « LD Equity » rachète à Sterling le département de maintenance et fonde la « Essential Aircraft Maintenance Services A/S » (EAMS) le 13 avril 2007.
- Le 29 octobre 2008, Sterling annonce sa mise en faillite.
- Début 2009, la compagnie devient Cimber Sterling. Elle change d'image et reprend progressivement ses opérations.
- En 2010, elle opère de France depuis Paris, Nice, Bordeaux, Montpellier, Biarritz et Bastia.

## Destinations
- Autriche
  - Salzburg
- Bulgarie
  - Burgas
  - Varna
- Belgique
  - Bruxelles
- République Tchèque
  - Prague
- Danemark
  - Billund
  - Copenhague
  - Aalborg
- France
  - Bordeaux
  - Montpellier
  - Nice
  - Paris
- Allemagne
  - Berlin
- Croatie
  - Split
- Grèce
  - Athènes
  - Crête
- Hongrie
  - Budapest
- Italie
  - Bologne
  - Florence
  - Milan
  - Naples
  - Rome
  - Olbia
  - Venise
  - Trieste
- Japon
  - Tokyo
- Pays-Bas
  - Amsterdam
- Norvège
  - Bergen
  - Oslo
- Pologne
  - Cracovie
- Portugal
  - Faro
  - Funchal
- Espagne
  - Alicante
  - Barcelone
  - Gran Canaria
  - Malaga
  - Majorque
  - Tenerife
  - Murcie
  - Valence
- Suède
  - Stockholm
  - Gotheborg
  - Malmö
- Suisse
  - Genève
- Royaume-Uni
  - East Midlands
  - Edinburgh
  - Londres

## Flotte
Au 31 octobre 2008, la flotte de Sterling se composait de :
- 4 Boeing 737-500 ;
- 14 Boeing 737-700 ;
- 7 Boeing 737-800.